# Westphalia, Iowa
Westphalia är en ort i Shelby County i Iowa. Vid 2010 års folkräkning hade Westphalia 127 invånare.